# Né Giulietta né Romeo
Né Giulietta né Romeo è un film del 2015 diretto da Veronica Pivetti. È stato presentato in anteprima al Giffoni Film Festival 2015.

## Trama
Rocco, sedicenne figlio di genitori separati, ha un ottimo rapporto con la madre Olga, giornalista dalla vita movimentata. Più turbolento è invece il rapporto col padre Manuele, psicanalista con una vita sentimentale alquanto vivace e affollata.
Nel tumulto dei dubbi e delle incertezze adolescenziali, complici il concerto di una rock star icona gay e la "confessione" della propria omosessualità, Rocco si troverà a fare un viaggio in compagnia dei suoi amici Maria e Mauri, della madre e della nonna Amanda, viaggio che porterà a un profondo cambiamento nel ragazzo e all'accettazione della sua omosessualità da parte dei genitori.

## Distribuzione
Il film è uscito in anteprima nazionale nelle sale cinematografiche il 19 novembre 2015.
Nel mercato internazionale il film è stato distribuito col titolo "A Little Lust". da TLA Releasing.

## Riconoscimenti
- 2016 - Globo d'oro
  - Candidatura a Miglior opera prima a Veronica Pivetti
  - Candidatura a Miglior attrice a Veronica Pivetti
  - Candidatura a Migliore commedia a Veronica Pivetti